# Moto Guzzi V7 Classic-serie
De Moto Guzzi V7 Classic is een retro bike die door het merk Moto Guzzi in 2009 op de markt werd gebracht.

## Voorgeschiedenis
De typenaam "V7" was als sinds het einde van de jaren zestig onlosmakelijk verbonden aan het merk Moto Guzzi. De oorspronkelijke Moto Guzzi V7 was de eerste motorfiets die voorzien was van het langsgeplaatste 90° V-twin blok dat het merk nooit meer had losgelaten. Al in de jaren tachtig waren retro bikes populair geworden, en juist merken die uit hun as herrezen waren (Triumph) of juist bekendstonden om hun technisch hoogwaardige en moderne producten (Ducati) grepen terug naar hun historische wortels door dergelijke modellen uit te brengen, zoals de Triumph Bonneville-serie en de Ducati SportClassics. Dit waren niet alleen moderne "klassieke" modellen, maar ook betaalbare en relatief lichte motorfietsen, geschikt voor beginnende motorrijders en heropstappers die voor weinig geld een motorfiets "uit hun eigen tijd" wilden kopen.

## V7 Classic
De techniek van de V7 Classic had Moto Guzzi al in huis: het blok kwam van de Moto Guzzi Nevada 750 Classic i.e.. De kleuren waren rond 1970 toegepast op de Moto Guzzi V7 Special en op de Nuovo Falcone. De hoofdkleur was wit, de merknaam stond in een zwart kader met rode biesjes. Vanaf 2010 werd de V7 Classic ook in zwart/goud leverbaar. In 2012 werd de V7 Classic vervangen door de V7 Stone.

### Motor
De motor was een langsgeplaatste 90° V-twin met twee kleppen per cilinder. Het carter was horizontaal gedeeld. De kleppen werden bediend door stoterstangen en tuimelaars vanaf een enkele nokkenas die boven de krukas lag. Het luchtfilterhuis was een grote, langwerpige plastic kast die in de "V" van de cilinders onder de tank lag. Op de voorkant van de krukas zat een wisselstroomdynamo. De injectie werd verzorgd door een Magneti Marelli systeem met 36 mm gasklephuizen. Vanaf 2012 kreeg de hele V7 Classic-serie een iets sterkere motor met één centraal gasklephuis, zoals dat ook bij de Moto Guzzi Nevada 750 Classic was gedaan.

### Aandrijflijn
De aandrijflijn bestond uit een enkele droge plaatkoppeling. Daarachter zat een vijfversnellingsbak. In de rechterarm van de swingarm zat de cardanas.

### Rijwielgedeelte
Net als de oorspronkelijke V7 had het model een dubbel wiegframe, maar aan de achterkant maakte het bovenframe een lus omlaag tot boven de versnellingsbak. De versnellingsbak zélf zorgde voor de verbinding met het onderframe, zodat het motorblok een dragend deel van het frame was geworden. De onderste framebuizen waren demontabel om het motorblok te kunnen in- en uitbouwen. Aan de voorkant 40 mm Marzocchi telescoopvork, de swingarm scharnierde in de versnellingsbak en werd afgeveerd door twee schokdempers met buitenliggende schroefveren. Aan de voorkant zat slechts één 320 mm schijfrem, die onderwerp van kritiek was omdat de remvertraging ook wel enigszins "klassiek" was. Achter zat een 260 mm remschijf. Beide wielen maten 17 inch. Vanzelfsprekend waren er spaakwielen toegepast.

## V7 Café
De V7 Café verscheen in 2009 en was uitgevoerd als caféracer. Daarom was er een sportief eenpersoons zadel gemonteerd. De kleuren (lichtgroen met een zwart frame) waren overgenomen van de Moto Guzzi V7 Sport. Het vermogen was echter niet aan het sportieve gebruik aangepast: De V7 Café leverde 48 pk, terwijl de V7 Sport in 1971 al 52 pk leverde.

## V7 Racer
De V7 Racer was nog meer als caféracer uitgevoerd dan de Café. Er was veel chroom gebruikt, o.a. voor de tank. Het frame, de wielnaven en de swingarm waren in metallic rood gespoten. Op het achterspatbord zaten twee racenummerplaten en op het stuurkuipje zat er een. Over de tank liep een leren riem, zoals die bij klassieke racemotoren weleens gebruikt werd om de tank te bevestigen. In de zijdeksels zaten boorgaten. De Racer werd in gelimiteerde aantallen gebouwd, op de bovenste kroonplaat zat daarom een plaatje met het nummer. Vanaf 2012 kon de Racer ook uitgevoerd worden met een tophalf.

## V7 Stone
De V7 Stone volgde in 2012 de V7 Classic op. Daarmee werd dit het nieuwe basismodel van de V7 Classic-serie. De naam "Stone" was dan ook logisch gekozen, want Moto Guzzi California 1100 Stone was dat ook in zijn eigen modellenserie. De V7 Stone had één centraal gasklephuis en iets grotere kleppen, waardoor het vermogen iets toenam. De machine was leverbaar in matzwart of wit het had gietwielen die veel leken op die van de eerste Moto Guzzi V 50. De tank, die tot dat moment van plastic was gemaakt, was nu van metaal. De V7 Stone kon worden aangepast met de zijdeksels van de Racer en Arrow-uitlaten.

## V7 Special
De V7 Special kwam ook in 2012 op de markt en was identiek aan de V7 Stone, op de spaakwielen en de kleuren na. Dit model kon worden aangepast met een bagagerek, een kofferset en een gelzadel.

## Technische gegevens
| Moto Guzzi V7        | Classic                                        | Café                                           | Racer                                          | Stone                                      | Special                                    |
| -------------------- | ---------------------------------------------- | ---------------------------------------------- | ---------------------------------------------- | ------------------------------------------ | ------------------------------------------ |
| Periode              | 2008-2012                                      | 2009-2012                                      | 2012-                                          | 2012-                                      | 2012-                                      |
| Categorie            | retro bike                                     | retro bike                                     | retro bike                                     | retro bike                                 | retro bike                                 |
| Motortype            | kopklepmotor                                   | kopklepmotor                                   | kopklepmotor                                   | kopklepmotor                               | kopklepmotor                               |
| Bouwwijze            | Langsgeplaatste 90° V-twin                     | Langsgeplaatste 90° V-twin                     | Langsgeplaatste 90° V-twin                     | Langsgeplaatste 90° V-twin                 | Langsgeplaatste 90° V-twin                 |
| boring               | 80 mm                                          | 80 mm                                          | 80 mm                                          | 80 mm                                      | 80 mm                                      |
| slag                 | 74 mm                                          | 74 mm                                          | 74 mm                                          | 74 mm                                      | 74 mm                                      |
| Cilinderinhoud       | 744 cc                                         | 744 cc                                         | 744 cc                                         | 744 cc                                     | 744 cc                                     |
| Brandstofvoorziening | Weber-Marelli injectie met 36 mm gasklephuizen | Weber-Marelli injectie met 36 mm gasklephuizen | Weber-Marelli injectie met 36 mm gasklephuizen | Weber-Marelli injectie met één gasklephuis | Weber-Marelli injectie met één gasklephuis |
| Ontsteking           | elektronisch                                   | elektronisch                                   | elektronisch                                   | elektronisch                               | elektronisch                               |
| Compressieverhouding | 9,6:1                                          | 9,6:1                                          | onbekend                                       | 10,2:1                                     | 10,2:1                                     |
| Max. vermogen        | 48 pk bij 6.800 tpm                            | 48 pk bij 6.800 tpm                            | 51 pk bij 6.200 tpm                            | 50 pk bij 6.250 tpm                        | 50 pk bij 6.250 tpm                        |
| Topsnelheid          | ca. 150 km/h                                   | ca. 150 km/h                                   | ca. 150 km/h                                   | ca. 150 km/h                               | ca. 150 km/h                               |
| Aandrijving          | cardanas                                       | cardanas                                       | cardanas                                       | cardanas                                   | cardanas                                   |
| Koppeling            | enkelvoudige droge plaatkoppeling              | enkelvoudige droge plaatkoppeling              | enkelvoudige droge plaatkoppeling              | enkelvoudige droge plaatkoppeling          | enkelvoudige droge plaatkoppeling          |
| Versnellingen        | vijf                                           | vijf                                           | vijf                                           | vijf                                       | vijf                                       |
| Rijwielgedeelte      | dubbel wiegframe, buisframe                    | dubbel wiegframe, buisframe                    | dubbel wiegframe, buisframe                    | dubbel wiegframe, buisframe                | dubbel wiegframe, buisframe                |
| Vering vóór          | Marzocchi telescoopvork                        | Marzocchi telescoopvork                        | Marzocchi telescoopvork                        | Marzocchi telescoopvork                    | Marzocchi telescoopvork                    |
| Vering achter        | swingarm met hydraulische schokdempers         | swingarm met hydraulische schokdempers         | swingarm met hydraulische schokdempers         | swingarm met hydraulische schokdempers     | swingarm met hydraulische schokdempers     |
| Banden               | vóór 110/90 × 17", achter 130/80 × 17"         | vóór 110/90 × 17", achter 130/80 × 17"         | vóór 100/70 × 18", achter 130/80 × 17"         | vóór 100/90 × 18", achter 130/80 × 17"     | vóór 100/90 × 18", achter 130/80 × 17"     |
| Rem(men)             | vóór en achter één schijfrem                   | vóór en achter één schijfrem                   | vóór en achter één schijfrem                   | vóór en achter één schijfrem               | vóór en achter één schijfrem               |
| gewicht              | 182 kg droog                                   | 182 kg droog                                   | 179 kg droog                                   | 179 kg droog                               | 179 kg droog                               |
| Tankinhoud           | 17 liter                                       | 17 liter                                       | 22 liter                                       | 22 liter                                   | 22 liter                                   |